# Мудромір (фільм)
«Мудромір» — радянський двосерійний комедійний телефільм 1988 року, знятий режисером Валерієм Пономарьовим на кіностудії «Білорусьфільм».

## Сюжет
За однойменною п'єсою білоруського драматурга Миколи Матуковського. Винахідник Микола Мурашко сконструював прилад, що вимірює рівень людського інтелекту, і називає його «дуромір». На талановиту людину прилад реагує арією князя Ігоря, на генія — музикою Глінки «Славься», на дурня — полонезом Огінського, тощо. У «Міністерстві узгодження», куди звертається винахідник, йому насамперед радять змінити назву приладу на «мудромір».

## У ролях
- Борислав Брондуков — Іван Іванович Мурашко, винахідник (озвучив Ігор Єфімов)
- Віктор Тарасов — Віктор Павлович Вершило, міністр узгоджень
- Тетяна Васильєва — Тамара Тимофіївна Папсуєва
- Віктор Гоголєв — Єгор Федорович Миролюбов, заступник міністра погоджень
- Тетяна Рогозіна — Нюра, секретар міністра узгоджень
- Маргарита Криницина — Ніна Іванівна Кута, директор Будинку моделей
- Володимир Конкін — Леонід Макарович Залівако, винахідник
- Стефанія Станюта — Катерина Антонівна Загменна
- Юрій Шаршов — епізод
- Раїса Рязанова — дружина винахідника Мурашка
- Анжеліка Агурбаш — Елла, модель
- Сергій Іванов — співробітник обчислювальної лабораторії
- Едуард Гарячий — співробітник обчислювальної лабораторії
- Наталія Пашкевич — епізод
- Ж. Нікуліна — епізод
- Катерина Брондукова — ліфтер у міністерстві
- Володимир Кулішов — відвідувач у приймальні міністра
- Микола Смирнов — співробітник обчислювальної лабораторії
- Володимир Шелестов — Михайло Миколайович, старший референт міністра Вершило
- Ростислав Шмирьов — командир пожежної команди
- Олександр Аржиловський — Крутоломов, директор універмагу
- Ніна Розанцева — епізод
- Анна Маланкіна — Ніна Іванівна Кута, модель
- С. Кабан — епізод
- Андрій Бубашкін — син винахідника Мурашка
- Гаррі Гриневич — відвідувач у приймальні міністра
- Віктор Рибчинський — епізод
- Юрій Казючиць — співробітник обчислювальної лабораторії
- Володимир Січкар — співробітник обчислювальної лабораторії
- В'ячеслав Солодилов — співробітник обчислювальної лабораторії
- Олександр Кашперов — співробітник міністерства
- Наталія Волчек — Люся, дочка Мурашка
- Петро Юрченков — відвідувач у приймальні міністра

## Знімальна група
- Режисер — Валерій Пономарьов
- Сценарист — Микола Матуковський
- Оператори — Анатолій Клейменов, Микола Сенько
- Художник — Володимир Єфімов